# Gran Premio motociclistico della Repubblica Ceca 2013
Il Gran Premio motociclistico della Repubblica Ceca 2013 è stato l'undicesimo Gran Premio della stagione 2013. Le gare si sono disputate il 25 agosto 2013 sul circuito di Brno. Nelle tre classi i vincitori sono stati: Marc Márquez in MotoGP, Mika Kallio in Moto2 e Luis Salom in Moto3.

## MotoGP
Quarta vittoria consecutiva in occasione di questo GP per Marc Márquez, con Dani Pedrosa, compagno di squadra di Márquez nel team Repsol Honda, in seconda posizione. Grazie alla sua personale quinta affermazione stagionale in MotoGP, trentunesima in carriera nel motomondiale, Márquez guadagna punti in ottica mondiale, confermandosi primo in graduatoria ma adesso con 26 punti di vantaggio nei confronti di Pedrosa, e 44 di margine su Jorge Lorenzo, terzo in campionato ed anche in questa gara, dove vince il confronto interno al team Yamaha Factory Racing, lasciando Valentino Rossi al quarto posto staccato di oltre dieci secondi dal primo.
L'autore della pole position, Cal Crutchlow, cade al settimo giro ma riesce a riprendere la gara rialzandosi, concludendo però in diciassettesima posizione, quindi fuori dalla zona punti. Per quel che concerne le motociclette che seguono il regolamento CRT, Aleix Espargaró con la ART del team Power Electronics Aspar risulta per la decima volta (su undici gare corse) il migliore in classifica, giungendo decimo nel computo generale della gara.
Ben Spies, infortunato, viene sostituito da Michele Pirro, mentre Martin Bauer corre come wildcard su S&B Suter.

### Arrivati al traguardo
| Pos. | Nº | Pilota           | Squadra                   | Motocicletta       | Giri | Tempo           | Griglia | Punti |
| ---- | -- | ---------------- | ------------------------- | ------------------ | ---- | --------------- | ------- | ----- |
| 1º   | 93 | Marc Márquez     | Repsol Honda              | Honda RC213V       | 22   | 42min 50s 729ms | 3º      | 25    |
| 2º   | 26 | Dani Pedrosa     | Repsol Honda              | Honda RC213V       | 22   | +0.313          | 4º      | 20    |
| 3º   | 99 | Jorge Lorenzo    | Yamaha Factory Racing     | Yamaha YZR-M1      | 22   | +2.277          | 5º      | 16    |
| 4º   | 46 | Valentino Rossi  | Yamaha Factory Racing     | Yamaha YZR-M1      | 22   | +10.101         | 7º      | 13    |
| 5º   | 19 | Álvaro Bautista  | GO&FUN Honda Gresini      | Honda RC213V       | 22   | +10.178         | 2º      | 11    |
| 6º   | 6  | Stefan Bradl     | LCR Honda                 | Honda RC213V       | 22   | +19.807         | 8º      | 10    |
| 7º   | 4  | Andrea Dovizioso | Ducati Team               | Ducati Desmosedici | 22   | +35.015         | 9º      | 9     |
| 8º   | 69 | Nicky Hayden     | Ducati Team               | Ducati Desmosedici | 22   | +35.354         | 10º     | 8     |
| 9º   | 29 | Andrea Iannone   | Energy T.I. Pramac Racing | Ducati Desmosedici | 22   | +51.149         | 11º     | 7     |
| 10º  | 41 | Aleix Espargaró  | Power Electronics Aspar   | ART GP13           | 22   | +56.392         | 13º     | 6     |
| 11º  | 5  | Colin Edwards    | NGM Mobile Forward Racing | FTR MGP13 Kawasaki | 22   | +57.420         | 12º     | 5     |
| 12º  | 51 | Michele Pirro    | Ignite Pramac Racing      | Ducati Desmosedici | 22   | +1'05.430       | 14º     | 4     |
| 13º  | 9  | Danilo Petrucci  | Came IodaRacing Project   | Ioda-Suter MMX1    | 22   | +1'12.364       | 17º     | 3     |
| 14º  | 7  | Hiroshi Aoyama   | Avintia Blusens           | FTR MGP13          | 22   | +1'13.500       | 22º     | 2     |
| 15º  | 14 | Randy de Puniet  | Power Electronics Aspar   | ART GP13           | 22   | +1'14.128       | 15º     | 1     |
| 16º  | 68 | Yonny Hernández  | Paul Bird Motorsport      | ART GP13           | 22   | +1'14.991       | 16º     |       |
| 17º  | 35 | Cal Crutchlow    | Monster Yamaha Tech 3     | Yamaha YZR-M1      | 22   | +1'20.640       | 1º      |       |
| 18º  | 70 | Michael Laverty  | Paul Bird Motorsport      | PBM 01             | 22   | +1'34.462       | 21º     |       |
| 19º  | 17 | Karel Abraham    | Cardion AB Motoracing     | ART GP13           | 22   | +1'49.713       | 23º     |       |
| 20º  | 67 | Bryan Staring    | GO&FUN Honda Gresini      | FTR MGP13 Honda    | 22   | +1'50.024       | 24º     |       |
| 21º  | 45 | Martin Bauer     | Remus Racing              | S&B Suter          | 21   | +1 Giro         | 25º     |       |

### Ritirati
| Nº | Pilota         | Squadra                   | Motocicletta       | Giri | Griglia |
| -- | -------------- | ------------------------- | ------------------ | ---- | ------- |
| 38 | Bradley Smith  | Monster Yamaha Tech 3     | Yamaha YZR-M1      | 2    | 6º      |
| 52 | Lukáš Pešek    | Came IodaRacing Project   | Ioda-Suter MMX1    | 2    | 20º     |
| 71 | Claudio Corti  | NGM Mobile Forward Racing | FTR MGP13 Kawasaki | 1    | 18º     |
| 8  | Héctor Barberá | Avintia Blusens           | FTR MGP13          | 1    | 19º     |

## Moto2
Mika Kallio con la Kalex Moto2 del team Marc VDS Racing vince la gara, tornando in questo modo alla vittoria a distanza di cinque anni dall'ultima, ottenuta nella classe 250 in occasione del GP di Gran Bretagna del 2008. Alle spalle del vittorioso pilota finlandese, al primo successo nella classe Moto2 ed al tredicesimo totale in carriera nel motomondiale, si posiziona al secondo posto Takaaki Nakagami, autore della pole position in qualifica, con Thomas Lüthi terzo a completare il podio.
Si districa fuori dalla zona del podio la contesa tra i due piloti in lotta per il vertice della classifica mondiale, con Pol Espargaró (secondo in campionato) che con il quarto posto di questa gara recupera cinque punti nei confronti del capoclassifica Scott Redding, soltanto in ottava piazza sul traguardo.
Gino Rea e Lucas Mahias sono iscritti a questa gara con lo status di wildcard, mentre il team Blusens Avintia sostituisce Kyle Smith con Dani Rivas.
Anthony West nel Gran Premio di Francia 2012 era risultato positivo a controlli antidoping, per tale motivo il 31 ottobre 2012 dopo il GP d'Australia è stata presa la decisione di annullare il risultato ottenuto in Francia e di squalificarlo per un mese, cosa che non gli ha permesso di partecipare all'ultima tappa del campionato 2012, a Valencia. In seguito, il 28 novembre 2013, vengono annullati tutti i suoi risultati ottenuti nei 17 mesi successivi al GP di Francia della stagione precedente, fra cui quello di questa gara.

### Arrivati al traguardo
| Pos. | Nº | Pilota              | Squadra                   | Motocicletta       | Giri | Tempo           | Griglia | Punti |
| ---- | -- | ------------------- | ------------------------- | ------------------ | ---- | --------------- | ------- | ----- |
| 1º   | 36 | Mika Kallio         | Marc VDS Racing           | Kalex Moto2        | 20   | 41min 11s 785ms | 4º      | 25    |
| 2º   | 30 | Takaaki Nakagami    | Italtrans Racing          | Kalex Moto2        | 20   | +0.590          | 1º      | 20    |
| 3º   | 12 | Thomas Lüthi        | Interwetten Paddock       | Suter MMX2         | 20   | +0.799          | 8º      | 16    |
| 4º   | 40 | Pol Espargaró       | Tuenti HP 40              | Kalex Moto2        | 20   | +0.965          | 2º      | 13    |
| 5º   | 5  | Johann Zarco        | Came Iodaracing Project   | Suter MMX2         | 20   | +1.100          | 7º      | 11    |
| 6º   | 18 | Nicolás Terol       | Aspar Team                | Suter MMX2         | 20   | +1.539          | 9º      | 10    |
| 7º   | 80 | Esteve Rabat        | Tuenti HP 40              | Kalex Moto2        | 20   | +2.496          | 3º      | 9     |
| 8º   | 45 | Scott Redding       | Marc VDS Racing           | Kalex Moto2        | 20   | +4.490          | 13º     | 8     |
| 9º   | 3  | Simone Corsi        | NGM Mobile Racing         | Speed Up SF13      | 20   | +5.777          | 15º     | 7     |
| 10º  | 81 | Jordi Torres        | Aspar Team                | Suter MMX2         | 20   | +5.796          | 6º      | 6     |
| 11º  | 19 | Xavier Siméon       | Maptaq SAG Zelos          | Kalex Moto2        | 20   | +8.641          | 19º     | 5     |
| 12º  | 52 | Danny Kent          | Tech 3                    | Tech 3 Mistral 610 | 20   | +12.425         | 12º     | 4     |
| 13º  | 77 | Dominique Aegerter  | Technomag carXpert        | Suter MMX2         | 20   | +12.490         | 10º     | 3     |
| 14º  | 54 | Mattia Pasini       | NGM Mobile Racing         | Speed Up SF13      | 20   | +18.597         | 16º     | 2     |
| 15º  | 24 | Toni Elías          | Blusens Avintia           | Kalex Moto2        | 20   | +24.427         | 18º     | 1     |
| 16º  | 4  | Randy Krummenacher  | Technomag carXpert        | Suter MMX2         | 20   | +24.497         | 22º     |       |
| 17º  | 72 | Yūki Takahashi      | Idemitsu Honda Team Asia  | Moriwaki MD600     | 20   | +29.530         | 20º     |       |
| 18º  | 88 | Ricard Cardús       | NGM Mobile Forward Racing | Speed Up SF13      | 20   | +29.619         | 25º     |       |
| 19º  | 96 | Louis Rossi         | Tech 3                    | Tech 3 Mistral 610 | 20   | +35.853         | 28º     |       |
| 20º  | 49 | Axel Pons           | Tuenti HP 40              | Kalex Moto2        | 20   | +39.607         | 27º     |       |
| 21º  | 27 | Dani Rivas          | Blusens Avintia           | Kalex Moto2        | 20   | +49.056         | 30º     |       |
| 22º  | 99 | Lucas Mahias        | Promoto Sport             | Transfiormers      | 20   | +52.616         | 31º     |       |
| 23º  | 7  | Doni Tata Pradita   | Federal Oil Gresini       | Suter MMX2         | 20   | +59.011         | 32º     |       |
| 24º  | 10 | Thitipong Warokorn  | Thai Honda PTT Gresini    | Suter MMX2         | 20   | +1'35.752       | 34º     |       |
| 25º  | 97 | Rafid Topan Sucipto | QMMF Racing               | Speed Up SF13      | 20   | +1'36.434       | 33º     |       |

### Ritirati
| Nº | Pilota           | Squadra                      | Motocicletta  | Giri | Griglia |
| -- | ---------------- | ---------------------------- | ------------- | ---- | ------- |
| 11 | Sandro Cortese   | Dynavolt Intact GP           | Kalex Moto2   | 18   | 5º      |
| 63 | Mike Di Meglio   | JiR Moto2                    | TSR 6         | 15   | 17º     |
| 23 | Marcel Schrötter | Maptaq SAG Zelos             | Kalex Moto2   | 15   | 11º     |
| 17 | Alberto Moncayo  | Argiñano & Gines Racing      | Speed Up SF13 | 15   | 23º     |
| 15 | Alex De Angelis  | NGM Mobile Forward Racing    | Speed Up SF13 | 14   | 21º     |
| 44 | Steven Odendaal  | Argiñano & Gines Racing      | Speed Up SF13 | 12   | 26º     |
| 8  | Gino Rea         | Gino Rea Montaze Broz Racing | FTR M213      | 6    | 29º     |
| 60 | Julián Simón     | Italtrans Racing             | Kalex Moto2   | 4    | 14º     |

### Squalificato
| Nº | Pilota       | Squadra     | Motocicletta  | Giri | Tempo   | Griglia |
| -- | ------------ | ----------- | ------------- | ---- | ------- | ------- |
| 95 | Anthony West | QMMF Racing | Speed Up SF13 | 20   | +24.867 | 24º     |

## Moto3
Luis Salom con la KTM RC 250 GP del team Red Bull KTM Ajo ha conquistato la vittoria nella gara di questa classe, ottenendo la sua quinta vittoria stagionale, riuscendo a partecipare a questa prova nonostante la frattura al tallone riportata nelle qualifiche dell'ultimo GP di Indianapolis. Con questa vittoria Salom mantiene la prima posizione nella classifica mondiale, aumentando a 14 i punti di vantaggio su Maverick Viñales, secondo in questa gara ed anche in campionato.
Al terzo posto si posiziona il tedesco Jonas Folger, al secondo podio stagionale, mentre Álex Rins, autore della pole position, arriva quarto sul traguardo.
Andrea Migno e Jules Danilo corrono questa gara come wildcard, mentre Luca Amato viene ingaggiato dal team Ambrogio Racing per sostituire l'infortunato Danny Webb. 

### Arrivati al traguardo
| Pos. | Nº | Pilota              | Squadra                      | Motocicletta   | Giri | Tempo           | Griglia | Punti |
| ---- | -- | ------------------- | ---------------------------- | -------------- | ---- | --------------- | ------- | ----- |
| 1º   | 39 | Luis Salom          | Red Bull KTM Ajo             | KTM RC 250 GP  | 19   | 40min 58s 770ms | 5º      | 25    |
| 2º   | 25 | Maverick Viñales    | Team Calvo                   | KTM RC 250 GP  | 19   | +0.507          | 2º      | 20    |
| 3º   | 94 | Jonas Folger        | Mapfre Aspar                 | Kalex KTM      | 19   | +1.015          | 7º      | 16    |
| 4º   | 42 | Álex Rins           | Estrella Galicia 0,0         | KTM RC 250 GP  | 19   | +1.081          | 1º      | 13    |
| 5º   | 12 | Álex Márquez        | Estrella Galicia 0,0         | KTM RC 250 GP  | 19   | +1.240          | 6º      | 11    |
| 6º   | 10 | Alexis Masbou       | Ongetta-Rivacold             | FTR M313       | 19   | +4.787          | 3º      | 10    |
| 7º   | 8  | Jack Miller         | Caretta Technology - RTG     | FTR M313       | 19   | +17.638         | 4º      | 9     |
| 8º   | 84 | Jakub Kornfeil      | Redox RW Racing GP           | Kalex KTM      | 19   | +21.380         | 12º     | 8     |
| 9º   | 44 | Miguel Oliveira     | Mahindra Racing              | Mahindra MGP3O | 19   | +21.404         | 10º     | 7     |
| 10º  | 23 | Niccolò Antonelli   | GO&FUN Gresini               | FTR M313       | 19   | +21.516         | 16º     | 6     |
| 11º  | 7  | Efrén Vázquez       | Mahindra Racing              | Mahindra MGP3O | 19   | +21.779         | 9º      | 5     |
| 12º  | 19 | Alessandro Tonucci  | La Fonte Tascaracing         | FTR M313       | 19   | +22.654         | 14º     | 4     |
| 13º  | 17 | John McPhee         | Caretta Technology - RTG     | FTR M313       | 19   | +24.037         | 11º     | 3     |
| 14º  | 61 | Arthur Sissis       | Red Bull KTM Ajo             | KTM RC 250 GP  | 19   | +31.044         | 8º      | 2     |
| 15º  | 63 | Zulfahmi Khairuddin | Red Bull KTM Ajo             | KTM RC 250 GP  | 19   | +39.198         | 24º     | 1     |
| 16º  | 53 | Jasper Iwema        | RW Racing GP                 | Kalex KTM      | 19   | +39.267         | 26º     |       |
| 17º  | 65 | Philipp Öttl        | Tec Interwetten Moto3 Racing | Kalex KTM      | 19   | +39.541         | 29º     |       |
| 18º  | 5  | Romano Fenati       | San Carlo Team Italia        | FTR M313       | 19   | +39.620         | 21º     |       |
| 19º  | 89 | Alan Techer         | CIP Moto3                    | TSR3C          | 19   | +39.795         | 22º     |       |
| 20º  | 3  | Matteo Ferrari      | Ongetta-Centro Seta          | FTR M313       | 19   | +39.890         | 17º     |       |
| 21º  | 11 | Livio Loi           | Marc VDS Racing              | Kalex KTM      | 19   | +39.947         | 23º     |       |
| 22º  | 57 | Eric Granado        | Mapfre Aspar                 | Kalex KTM      | 19   | +40.111         | 15º     |       |
| 23ª  | 22 | Ana Carrasco        | Team Calvo                   | KTM RC 250 GP  | 19   | +45.275         | 30ª     |       |
| 24º  | 95 | Jules Danilo        | Marc VDS Racing              | Kalex KTM      | 19   | +45.436         | 34º     |       |
| 25º  | 9  | Toni Finsterbusch   | Kiefer Racing                | Kalex KTM      | 19   | +45.631         | 25º     |       |
| 26º  | 16 | Andrea Migno        | GMT Racing                   | FTR M313       | 19   | +48.727         | 32º     |       |
| 27º  | 66 | Florian Alt         | Kiefer Racing                | Kalex KTM      | 19   | +49.315         | 33º     |       |
| 28º  | 4  | Francesco Bagnaia   | San Carlo Team Italia        | FTR M313       | 19   | +49.348         | 31º     |       |
| 29º  | 29 | Hyuga Watanabe      | La Fonte Tascaracing         | FTR M313       | 19   | +1'06.151       | 27º     |       |
| 30º  | 21 | Luca Amato          | Ambrogio Racing              | Suter MMX3     | 19   | +1'27.089       | 35º     |       |

### Ritirati
| Nº | Pilota              | Squadra             | Motocicletta  | Giri | Griglia |
| -- | ------------------- | ------------------- | ------------- | ---- | ------- |
| 77 | Lorenzo Baldassarri | GO&FUN Gresini      | FTR M313      | 12   | 18º     |
| 41 | Brad Binder         | Ambrogio Racing     | Suter MMX3    | 12   | 19º     |
| 58 | Juanfran Guevara    | CIP Moto3           | TSR3C         | 12   | 28º     |
| 32 | Isaac Viñales       | Ongetta-Centro Seta | FTR M313      | 0    | 13º     |
| 31 | Niklas Ajo          | Avant Tecno         | KTM RC 250 GP | 0    | 20º     |